# Armorial des communes du Loiret
- il comporte peu ou pas de sources.
- certaines figures sont encore dans un format bitmap et doivent être vectorisées.

Cette page donne les armoiries (figures et blasonnements) des communes du département français du Loiret.
- Haut – A
- B
- C
- D
- E
- F
- G
- H
- I
- J
- K
- L
- M
- N
- O
- P
- Q
- R
- S
- T
- U
- V
- W
- X
- Y
- Z

(2 dessin(s) en attente : TV.)

## A
| Blason de Adon | Blason  | Tranché : au premier d'azur au buste de reine couronné d'or, au second d'or aux trois cors contournés d'azur ordonnés en orle. |
| Blason de Adon | Détails | Adopté le 20 décembre 1996. |

| Blason de Aillant-sur-Milleron | Blason  | D'or à l'aigle de gueules surmontée d'une jumelle potencée et contre-potencée de sable; à la champagne d'azur. |
| Blason de Aillant-sur-Milleron | Détails | Adopté le 1er juillet 2010                                                                                     |

| Blason de Amilly | Blason  | Écartelé: au 1er d'argent à l'aigle bicéphale de sable, au 2e de gueules au lion d'argent, la queue fourchue et passée en sautoir, au 3e d'azur à la fasce d'argent accompagnée de trois merlettes du même rangées en chef et d'une roue de moulin d'argent en pointe, au 4e de gueules à trois harpons d'argent. |
| Blason de Amilly | Détails | Le statut officiel du blason reste à déterminer. |

| Blason de Ardon | Blason  | D'azur au lion d'or surmonté de trois étoiles d'argent rangées en chef; senestré d'or à la clé d'azur. |
| Blason de Ardon | Détails | Création Paul Maitenaz. Adopté le 20 avril 2015.                                                       |

| Blason de Artenay | Blason  | D'azur à un mouton passant d'argent, au chef cousu de gueules chargé de trois gerbes de blé d'or. |
| Blason de Artenay | Détails | * Ces armes emploient le terme « cousu » dans le seul but de contrevenir à la règle de contrariété des couleurs : elles sont fautives (gueules sur azur). Le statut officiel du blason reste à déterminer. |

| Blason de Aschères-le-Marché | Blason  | De gueules à la fasce échiquetée d'argent et d'azur de trois tires, accompagnée en chef de deux abeilles d'or et en pointe d'une gerbe de blé du même. |
| Blason de Aschères-le-Marché | Détails | Adopté le 23 mai 2002 |

| Blason de Ascoux | Blason  | De gueules au cheval cabré d'hermines, au chef d’or chargé de deux massues de gueules passées en sautoir accostées de deux tourteaux de même. |
| Blason de Ascoux | Détails | Adopté le 27 février 2009 |

| Blason de Attray | Blason  | D’or à l’aigle bicéphale de gueules, tenant de ses serres une chaîne de sable; au chef d’azur chargé d’un soleil d’or accosté de deux gerbes de blé du même. |
| Blason de Attray | Détails | Adopté le 8 janvier 2013. |

| Blason de Augerville-la-Rivière | Blason  | Parti : au premier d'azur aux deux coquilles d'or l'une sur l'autre, au second d'azur aux trois bandes d'or et au cœur de gueules brochant sur le tout. |
| Blason de Augerville-la-Rivière | Détails | Adopté le 29 novembre 1996. |

| Blason de Aulnay-la-Rivière | Blason  | Parti : au premier d'argent aux deux aulnes de sinople l'un sur l'autre, au second de sable au lion d'argent. |
| Blason de Aulnay-la-Rivière | Détails | Armes parlantes. (aulnes) Adopté le 27 février 1998.                                                          |

| Blason de Autruy-sur-Juine | Blason  | Parti: au 1er de gueules à six annelets (alias : besants) d'or ordonnés 3, 2 et 1, au 2e d'or à trois marteaux de gueules.                           |
| Blason de Autruy-sur-Juine | Détails | Ces armes combinent celles des Prunelé (annelets) et celles des Martel (marteaux) (source : mairie) Le statut officiel du blason reste à déterminer. |

| Blason de Autry-le-Châtel | Blason  | D'argent au chevron de gueules accompagné, en pointe, d'un lion du même, au chef bastillé d'azur chargé de deux étoiles d’or. |
| Blason de Autry-le-Châtel | Détails | Le statut officiel du blason reste à déterminer.                                                                              |

| Blason de Auvilliers-en-Gâtinais | Blason  | De gueules au sautoir d'or cantonné au premier et au quatrième d'un écusson d'argent, et au second et au troisième d'un gril d'or en forme de losange, le manche vers le chef. |
| Blason de Auvilliers-en-Gâtinais | Détails | Le statut officiel du blason reste à déterminer. |

| Blason de Auxy | Blason  | D'argent au chevron de gueules accompagné de trois coquilles de sable. |
| Blason de Auxy | Détails | Le statut officiel du blason reste à déterminer.                       |

Pas d'information connue pour les communes suivantes : Andonville, Audeville
- Haut – A
- B
- C
- D
- E
- F
- G
- H
- I
- J
- K
- L
- M
- N
- O
- P
- Q
- R
- S
- T
- U
- V
- W
- X
- Y
- Z

## B
| Blason de Batilly-en-Gâtinais | Blason  | De gueules à la crosse abbatiale d'or, à la bordure crénelée du même. |
| Blason de Batilly-en-Gâtinais | Détails | Adopté le 7 septembre 2004.                                           |

| Blason de Bazoches-les-Gallerandes | Blason  | D'or au chien braque arrêté de sable, au chef d'azur chargé d’une fleur de lys du champ accostée de deux roses d'argent. |
| Blason de Bazoches-les-Gallerandes | Détails | Adopté le 5 janvier 1999                                                                                                 |

| Blason de Bazoches-sur-le-Betz | Blason  | D'azur au chevron abaissé d'or accompagné en pointe d'un chêne d'argent; au chef ondé d'azur soutenu d'une burelle ondée d'argent et chargé du logo du Loiret d'or accosté de deux gerbes de blé aussi d’or. |
| Blason de Bazoches-sur-le-Betz | Détails | Adopté en 2009. |

| Blason de Beauchamps-sur-Huillard | Blason  | D'or à la croix d'azur chargée d'un lion d'or et cantonnée en chef de deux écussons de gueules et en pointe de deux coquilles du même. |
| Blason de Beauchamps-sur-Huillard | Détails | Présenté officiellement le 22 février 2013.                                                                                            |

| Blason de Beaugency | Blason  | Fascé d'or et d'azur semé de fleurs de lis de l'un en l'autre . Devise / Cri« manibus date lilia plenis » (donnez des lis à pleines mains). |
| Blason de Beaugency | Détails | Le statut officiel du blason reste à déterminer.                                                                                            |

| Blason de Beaulieu-sur-Loire | Blason  | D'azur aux deux colombes affrontées d'argent surmontées d'une fleur de lys d'or. |
| Blason de Beaulieu-sur-Loire | Détails | Le statut officiel du blason reste à déterminer.                                 |

| Blason de Beaune-la-Rolande | Blason  | D'argent à la quintefeuille de gueules. |
| Blason de Beaune-la-Rolande | Détails | Adopté le 11 novembre 1961.             |

| Blason de Bellegarde | Blason  | Écartelé : au premier et au quatrième de gueules aux trois chevrons d'argent, accompagnés de trois étoiles du même, au deuxième et au troisième d'azur à la cloche d'argent. |
| Blason de Bellegarde | Détails | Le statut officiel du blason reste à déterminer. |

| Blason de Boësses | Blason  | D'argent à la fasce de gueules chargée de trois annelets d'or, accompagnée en pointe d'un feu de cinq flammes de gueules. |
| Blason de Boësses | Détails | Adopté le 9 août 1996. |

| Blason de Boiscommun | Blason  | D'azur à un chêne terrassé au naturel et sommé d'un corbeau de sable, accompagné de six fleurs de lis d'or, quatre en chef, une à dextre et une à senestre. |
| Blason de Boiscommun | Détails | Le statut officiel du blason reste à déterminer. |

| Blason de Boismorand | Blason  | De sinople au daim saillant d'argent ramé et onglé d'or, à la bordure du même chargée de six tourteaux d'azur ordonnés deux, deux et deux. |
| Blason de Boismorand | Détails | Création Alban Bertero. Adopté en 1998. |

| Blason de Boisseaux | Blason  | D'argent semé de rameaux de buis de sinople, au chevron de gueules chargé de trois croissants de lune du champ brochant sur le tout. |
| Blason de Boisseaux | Détails | Le statut officiel du blason reste à déterminer.                                                                                     |

| Blason de Bonny-sur-Loire | Blason  | D'hermine à trois bandes de gueules chargées de coquilles d'or, cinq sur la bande centrale, trois sur chacune des deux autres. |
| Blason de Bonny-sur-Loire | Détails | Le statut officiel du blason reste à déterminer.                                                                               |

| Blason de Bordeaux-en-Gâtinais | Blason  | Parti: au 1er d'azur semé d'épis d'or, au 2e d'or semé de roseaux de sable; sur le tout, d'or à trois piles d'azur. |
| Blason de Bordeaux-en-Gâtinais | Détails | Adopté le 31 janvier 2012                                                                                           |

| Blason de Bouilly-en-Gâtinais | Blason  | D'argent fretté d'azur de six pièces, les claires-voies centrales chargées de quatre roses de gueules. |
| Blason de Bouilly-en-Gâtinais | Détails | Adopté le 30 octobre 2017.                                                                             |

| Blason de Boulay-les-Barres | Blason  | Tranché : au premier d'argent aux trois bouleaux de sinople, au second barré d'or et d'azur. |
| Blason de Boulay-les-Barres | Détails | Armes parlantes. (bouleaux) Le statut officiel du blason reste à déterminer.                 |

| Blason de Bouzonville-aux-Bois | Blason  | Tiercé en pairle renversé : au 1er d'azur à une gerbe de blé d'or liée de gueules, au 2e d'argent à un gril de sable, la poignée en bas, au 3e de gueules à un cerf passant d'or. |
| Blason de Bouzonville-aux-Bois | Détails | Le statut officiel du blason reste à déterminer. |

| Blason de Boynes | Blason  | D’or, à la bande d'azur chargée de deux quintefeuilles d'or et d'une merlette à plomb du même en pointe, accompagnée de deux fleurs de crocus de gueules. |
| Blason de Boynes | Détails | Adopté le 18 mai 2010 |

| Blason de Briare | Blason  | De gueules à trois fasces ondées d'argent. Devise / Cri« concordia crescent ». |
| Blason de Briare | Détails | Le statut officiel du blason reste à déterminer.                               |

| Blason de Briarres-sur-Essonne | Blason  | D'azur à un pont d'argent maçonné de sable de trois arches, posé sur des ondes aussi d'argent mouvant de la pointe, au chef du même chargé de trois roues de moulin de sable. |
| Blason de Briarres-sur-Essonne | Détails | Le statut officiel du blason reste à déterminer. |

| Blason de Bromeilles | Blason  | Parti : au premier gironné d'argent et de gueules, au second de sable au loup ravissant d'argent. |
| Blason de Bromeilles | Détails | Adopté le 7 juin 1996.                                                                            |

| Blason de Bucy-le-Roi | Blason  | D’azur au rais d’escarboucle percé, fleurdelysé et pommeté d’or, au chef cousu de gueules                                                                                             |
| Blason de Bucy-le-Roi | Détails | * Ces armes emploient le terme « cousu » dans le seul but de contrevenir à la règle de contrariété des couleurs : elles sont fautives (gueules sur azur). Adopté le 13 septembre 1999 |

| Blason de Bucy-Saint-Liphard | Blason  | Tiercé en pairle renversé : au 1er d'azur à une gerbe de blé d'or liée de gueules, au 2e d'argent à un dragon de gueules, au 3e de sinople à un chevreuil passant d'or. |
| Blason de Bucy-Saint-Liphard | Détails | Le statut officiel du blason reste à déterminer. |

Pas d'information connue pour les communes suivantes : Baccon, Le Bardon, Barville-en-Gâtinais, Batilly-en-Puisaye, Baule, Le Bignon-Mirabeau, Boigny-sur-Bionne, Bondaroy, Bonnée, Les Bordes, Bou, Bougy-lez-Neuville, Bouzy-la-Forêt, Bray-en-Val, Breteau, Bricy, La Bussière
- Haut – A
- B
- C
- D
- E
- F
- G
- H
- I
- J
- K
- L
- M
- N
- O
- P
- Q
- R
- S
- T
- U
- V
- W
- X
- Y
- Z

## C
| Blason de Cepoy | Blason  | De gueules à un chevron d'or accompagné de trois trèfles du même. |
| Blason de Cepoy | Détails | Le statut officiel du blason reste à déterminer.                  |

| Blason de Cerdon-du-Loiret | Blason  | Coupé émanché; au un, d'argent à un dragon ailé issant de gueules; au deux, d'azur chargé de trois molettes d'or. |
| Blason de Cerdon-du-Loiret | Détails | Adopté le 6 février 2003.                                                                                         |

| Blason de Cernoy-en-Berry | Blason  | D'or à trois feuilles d'érable de sinople rangées en pal entre deux doubles vergettes potencées et contre-potencées de sable. |
| Blason de Cernoy-en-Berry | Détails | Création: Conseil Général du Loiret. Adopté le 3 mars 2005                                                                    |

| Blason de Chailly-en-Gâtinais | Blason  | Écartelé en sautoir: au 1er d'argent à l'ancre de sable, au 2e d'azur au dauphin d'or, au 3e de gueules à l'épi d'or, au 4e d'argent au cor de sable |
| Blason de Chailly-en-Gâtinais | Détails | Le statut officiel du blason reste à déterminer. |

| Blason de Chaingy | Blason  | De gueules au sautoir cousu d'azur chargé de cinq étoiles d'or posées à plomb. |
| Blason de Chaingy | Détails | * Ces armes emploient le terme « cousu » dans le seul but de contrevenir à la règle de contrariété des couleurs : elles sont fautives (azur sur gueules). Le statut officiel du blason reste à déterminer. |

| Blason de Châlette-sur-Loing | Blason  | Écartelé : au premier, d'azur au lion d'or; au deuxième, de gueules à un arbre arraché de sinople* ; au troisième, de gueules à deux bars adossés d'argent; au quatrième, d'or à une onde d'azur sommée d'une roue de moulin de sable. |
| Blason de Châlette-sur-Loing | Détails | * Il y a là non-respect de la règle de contrariété des couleurs : ces armes sont fautives (sinople sur gueules). Le statut officiel du blason reste à déterminer.                                                                      |

| Blason de Chambon-la-Forêt | Blason  | D'azur aux trois piles d'argent gironnant de la pointe ; au chef d'or chargé de trois feuilles de gueules. |
| Blason de Chambon-la-Forêt | Détails | Le statut officiel du blason reste à déterminer.                                                           |

| Blason de Chanteau | Blason  | D'or à la barre de tenné bordée de deux cordes nouées d'argent et chargée de trois feuilles de chêne de sinople, accompagnée d'une demi-ramure de tenné en chef et de trois épis de blés d'or liés d'argent en pointe. |
| Blason de Chanteau | Détails | * Il y a là non-respect de la règle de contrariété des couleurs : ces armes sont fautives ( sable sur tanné, sinople sur sable). Le statut officiel du blason reste à déterminer.                                      |

| Blason de Chantecoq | Blason  | D'or à un coq de gueules cantonné de quatre tourteaux du même.               |
| Blason de Chantecoq | Détails | Armes parlantes (coq). Adopté par le conseil municipal du 24 septembre 2004. |

| Blason de Chapelle-Saint-Mesmin (La) | Blason  | D'azur à la croix componée d'argent et de gueules de neuf pièces, cantonnée de quatre fleurs de lys d'or. |
| Blason de Chapelle-Saint-Mesmin (La) | Détails | Adopté par le conseil municipal le 20 septembre 1977                                                      |

| Blason à dessiner | Blason  | D'azur à deux haches d'armes d'or passées en sautoir, accostées de deux fleurs de lis du même, accompagnées en pointe d'un écusson d'argent à la croix potencée de gueules cantonnée de quatre croisettes du même; au chef cousu de sinople plain; à la pointe alésée d'or surmontant les haches et brochant sur le chef. |
| Blason à dessiner | Détails | Le statut officiel du blason reste à déterminer. |

| Blason de Chapelle-sur-Aveyron (La) | Blason  | D’or à une croix d'azur chargée d'une aigle d'or et cantonnée de quatre boucles de gueules. |
| Blason de Chapelle-sur-Aveyron (La) | Détails | Adopté le 25 juin 2008                                                                      |

| Blason de Chapelon | Blason  | D'azur au sautoir d'or cantonné, en chef, d'un soleil non figuré de seize rais flambloyants du même, aux flancs, de deux écussons d'argent et, en pointe, d'un héliotrope tigé et feuillé aussi d'or. |
| Blason de Chapelon | Détails | Le statut officiel du blason reste à déterminer. |

| Blason de Charsonville | Blason  | D'argent à une quintefeuille de sable accompagnée de huit tourteaux de gueules mis en orle.                              |
| Blason de Charsonville | Détails | Adoptées par le conseil municipal du 9 septembre 2004. Création du Conseil Départemental d'Héraldique Urbaine du Loiret. |

| Blason de Châteauneuf-sur-Loire | Blason  | D'argent à trois lézards de sinople.             |
| Blason de Châteauneuf-sur-Loire | Détails | Le statut officiel du blason reste à déterminer. |

| Blason de Château-Renard | Blason  | De gueules à un château donjonné d'argent, maçonné de sable, soutenu d'un renard d'or, au chef cousu d'azur chargé de trois fleurs de lys aussi d'or. |
| Blason de Château-Renard | Détails | Armes parlantes. Le statut officiel du blason reste à déterminer.                                                                                     |

| Blason de Châtillon-Coligny | Blason  | De gueules à l'aigle d'argent becquée et couronnée d'azur, membrée et languée d'or. Devise / Cri« je les espreuve tous ». |
| Blason de Châtillon-Coligny | Détails | Le statut officiel du blason reste à déterminer.                                                                          |

| Blason de Châtillon-le-Roi | Blason  | Fascé ondé enté d'argent et de gueules au pal de sable chargé d'une fleur de lys aussi d'argent brochant sur le tout.            |
| Blason de Châtillon-le-Roi | Détails | Création du conseil départemental d'héraldique urbaine du Loiret, adoptée par délibération du conseil municipal du 26 mars 1996. |

| Blason de Châtillon-sur-Loire | Blason  | D'azur à un dextrochère de carnation, mouvant du flanc senestre, vêtu d'une manche monacale au naturel, tenant une crosse d'or entortillée d'une branche de lierre d'argent, accompagnée à dextre d'une fleur de lys aussi d'or et à senestre d'un château de trois tours du même. |
| Blason de Châtillon-sur-Loire | Détails | Le statut officiel du blason reste à déterminer. |

| Blason de Chaussy | Blason  | Écartelé au 1 d'argent au lézard de sinople posé en barre, au 2 d'azur à la gerbe de blé d'or liée de gueules, au 3 d'azur au puits d'argent et au 4 d'argent à la crosse de gueules posée en barre. |
| Blason de Chaussy | Détails | Adopté le 18 mars 2010 |

| Blason de Chécy | Blason  | D'azur à une nef à la voile gonflée d'argent voguant sur une mer du même, au chef cousu de gueules chargé d'une tour d'or maçonnée de sable et mouvant du trait du chef. Ornements extérieursL'écu surmonté d'une couronne murale d'argent maçonnée de sable doublée de gueules, entouré de deux branches de chêne de sinople fruitées d'or. |
| Blason de Chécy | Détails | * Ces armes emploient le terme « cousu » dans le seul but de contrevenir à la règle de contrariété des couleurs : elles sont fautives (gueules sur azur). Le statut officiel du blason reste à déterminer. |

| Blason de Chevillon-sur-Huillard | Blason  | Parti d'or et de gueules à la fleur de lys brochant sur la partition soutenue, à dextre, d'un tourteau et, à senestre, d'un croissant, le tout de l'un en l'autre . |
| Blason de Chevillon-sur-Huillard | Détails | Adopté le 31 janvier 2000. |

| Blason de Chevilly | Blason  | Taillé : au premier d'azur à l'arbre arraché d'or, au second de gueules à la gerbe de blé d'or ; à la cotice en barre de sinople brochant sur la partition.               |
| Blason de Chevilly | Détails | * Il y a là non-respect de la règle de contrariété des couleurs : ces armes sont fautives (sinople sur gueules et azur). Le statut officiel du blason reste à déterminer. |

| Blason de Chilleurs-aux-Bois | Blason  | D'azur à un châtelet couvert d'argent, ouvert du champ et girouetté d'or, surmonté en chef d'une fleur de lys d'or accostée de deux roses d'argent.        |
| Blason de Chilleurs-aux-Bois | Détails | Blason élaboré par le Conseil départemental d'héraldique urbaine du Loiret (28 avril 1997) et adopté par la commune en conseil municipal le 1er août 1997. |

| Blason de Choux (Les) | Blason  | De sinople à la chouette contournée d'argent allumée, becquée et armée d'or, adextrée d'un pal du même chargé d'un pal d'azur surchargé de deux feuilles de chêne aussi d'or l'une sur l'autre. |
| Blason de Choux (Les) | Détails | Armes parlantes. (chouette) Création Alban Bertero. Adopté en 1998. |

| Blason de Chuelles | Blason  | Écartelé : au premier et au quatrième d'or aux trois étoiles de quatre rais de gueules posées et rangées en barre, au deuxième de sinople au baril couché d'argent, au troisième de sinople au mouton arrêté d'argent. |
| Blason de Chuelles | Détails | Le statut officiel du blason reste à déterminer. |

| Blason de Cléry-Saint-André | Blason  | De sinople à la barre cousue de pourpre chargée de trois coquilles renversées d'or alternant avec deux fleurs de lis du même, le tout posé dans le sens de la barre, accompagnée en chef d'un plant de roseaux d'argent fruités de cinq pièces d'or et en pointe d'une grappe de raisin de pourpre sans feuille et tigée d'or. |
| Blason de Cléry-Saint-André | Détails | * Il y a là non-respect de la règle de contrariété des couleurs : ces armes sont fautives (Pourpre / Sinople). Adopté le 22 mars 1994. |

| Blason de Coinces | Blason  | Parti: au 1er de gueules au cerf passant d'argent surmonté de deux fleurs de lis d'or, au 2e de sinople au moulin à vent de sable posé de profil, les ailes à senestre et ajouré d'argent et à deux épis de blé, tigés et feuillées d'or, ployés vers le flanc senestre, rangés en fasce et brochant sur le moulin; à la fasce ondée d'azur chargée d'une burelle ondée d'argent brochant en pointe sur la partition. |
| Blason de Coinces | Détails | * Il y a là non-respect de la règle de contrariété des couleurs : ces armes sont fautives (sable sur sinople). Le statut officiel du blason reste à déterminer. |

| Blason de Combreux | Blason  | D'azur fretté d'or de dix pièces; au chef voûté d'or chargé de trois falots allumés de gueules. |
| Blason de Combreux | Détails | Adoptées par décision du conseil municipal du 28 novembre 2008.                                 |

| Blason de Conflans-sur-Loing | Blason  | D'or au pairle d'azur accosté de deux croisettes ancrées de gueules. |
| Blason de Conflans-sur-Loing | Détails | Adopté par le conseil municipal du 22 septembre 2004.                |

| Blason de Corbeilles | Blason  | D'azur à deux fasces d'argent maçonnées de trois tires de sable. |
| Blason de Corbeilles | Détails | Le statut officiel du blason reste à déterminer.                 |

| Blason de Coulmiers | Blason  | D'azur à la fasce nébulée d'argent accompagnée en chef d'une colombe essorante du même et en pointe d'une couronne de lauriers ouverte d'or. |
| Blason de Coulmiers | Détails | Créé par le Conseil départemental d’héraldique urbaine du Loiret. Adopté le 26 janvier 2001.                                                 |

| Blason de Courcelles | Blason  | D'or au château donjonné de gueules maçonné et ouvert de trois portes de sable, surmonté de deux fleurs de lys aussi de gueules, et posé sur une champagne d'azur chargée à dextre d'une gerbe de blé et à senestre d'un cor contourné, le tout d'or. |
| Blason de Courcelles | Détails | Le statut officiel du blason reste à déterminer. |

| Blason de Courcy-aux-Loges | Blason  | Écartelé, au 1 d'or à la feuille de chêne de sinople, au 2 d'azur à la fleur de lys d'or, au 3 d'azur à la gerbe de blé d'or, au 4 d'or au fer de pique de sinople. |
| Blason de Courcy-aux-Loges | Détails | Adopté le 1er octobre 2010 |

| Blason de Cour-Marigny (La) | Blason  | D'or, à la croix d'azur chargée d'une crosse d'or et cantonnée au premier et au quatrième canton d'un lion de gueules, celui du premier canton contourné, et au deuxième et au troisième canton d'une rose de gueules. |
| Blason de Cour-Marigny (La) | Détails | Adopté le 7 novembre 2008 |

| Blason de Courtemaux | Blason  | D'azur à la barre d'argent accompagnée, en chef, de trois besants d'or et, en pointe, de deux clefs passées en sautoir, celle en bande d'argent et celle en barre d'or, surmontées d'une fleurs de lys aussi d'argent. |
| Blason de Courtemaux | Détails | Le statut officiel du blason reste à déterminer. |

| Blason de Courtempierre | Blason  | D'or semé de roseaux de sable, à la barre d'azur brochante et au chef de gueules chargé de trois épis de blé d'or. |
| Blason de Courtempierre | Détails | Adopté le 12 juin 2018.                                                                                            |

| Blason de Courtenay | Blason  | D'or à trois tourteaux de gueules,.              |
| Blason de Courtenay | Détails | Le statut officiel du blason reste à déterminer. |

| Blason de Cravant | Blason  | Taillé: au 1er de sinople au bouquet de trois épis de blé d'or, au 2e de gueules à deux épis de maïs d'or, feuillés de sinople et rangés en barre. |
| Blason de Cravant | Détails | Le statut officiel du blason reste à déterminer.                                                                                                   |

| Blason de Crottes-en-Pithiverais | Blason  | Taillé: au 1er d'azur à la torche d'or, au 2e d'or à la feuille de tilleul de sinople. |
| Blason de Crottes-en-Pithiverais | Détails | Adopté le 22 octobre 2013.                                                             |

Pas d'information connue pour les communes suivantes : Cercottes, Césarville-Dossainville, Champoulet, La Chapelle-Onzerain, Le Charme, Charmont-en-Beauce, Châtenoy, Chevannes, Chevry-sous-le-Bignon, Combleux, Corquilleroy, Cortrat, Coudray, Coudroy, Coullons
- Haut – A
- B
- C
- D
- E
- F
- G
- H
- I
- J
- K
- L
- M
- N
- O
- P
- Q
- R
- S
- T
- U
- V
- W
- X
- Y
- Z

## D
| Blason de Dampierre-en-Burly | Blason  | De gueules à un mouton contourné d'argent passant sur une terrasse burelée ondée d'azur et d'or de quatre pièces, au chef d'or chargé de trois arbres arrachés de sinople. |
| Blason de Dampierre-en-Burly | Détails | * Il y a là non-respect de la règle de contrariété des couleurs : ces armes sont fautives (azur sur gueules). Le statut officiel du blason reste à déterminer.             |

| Blason de Darvoy | Blason  | D'or aux deux fasces de gueules, à la bordure d'azur. |
| Blason de Darvoy | Détails | Le statut officiel du blason reste à déterminer.      |

| Blason de Desmonts | Blason  | D'argent au chevron de sable accompagné en chef de deux alérions d'azur et en pointe de trois tourteaux de gueules mal ordonnés. |
| Blason de Desmonts | Détails | Adopté le 28 juin 1996. |

| Blason de Dimancheville | Blason  | De gueules aux trois fermaux carrés d'argent mal ordonnés, au chef émanché de cinq pointes du même. |
| Blason de Dimancheville | Détails | Réalisé par le Conseil départemental d'héraldique du Loiret. Adopté le 5 octobre 1996.              |

| Blason de Donnery | Blason  | D'argent aux deux chevrons d'azur.               |
| Blason de Donnery | Détails | Le statut officiel du blason reste à déterminer. |

| Blason de Dordives | Blason  | Écartelé: au 1er d'azur à la tête de crosse d'or, au 2e de gueules à la croix ancrée d'argent au filet en bande de sable brochant, au 3e de gueules à trois fleurs de lis d'argent, au 4e d'azur à la grappe de raisin feuillée d'or . |
| Blason de Dordives | Détails | Le statut officiel du blason reste à déterminer. |

| Blason de Douchy | Blason  | Écartelé : au premier parti d'argent et de sable à la croix alésée pattée de gueules brochante, au deuxième de sinople à une gerbe de blé d'or, au troisième d'or à une tour couverte d'azur, ouverte du champ, sur une terrasse d'argent, au quatrième de gueules au lion d'argent. Devise / CriAquæ dulcis. |
| Blason de Douchy | Détails | * Il y a là non-respect de la règle de contrariété des couleurs : ces armes sont fautives (argent sur or). Différences entre dessin et blasonnement : les tours sont également ajourées du champ, ce que ne précise pas le blasonnement. Création M Bobée. Adopté le 3 juillet 1987.                          |

Pas d'information connue pour les communes suivantes : Dadonville, Dammarie-en-Puisaye, Dammarie-sur-Loing, Dry
- Haut – A
- B
- C
- D
- E
- F
- G
- H
- I
- J
- K
- L
- M
- N
- O
- P
- Q
- R
- S
- T
- U
- V
- W
- X
- Y
- Z

## E
| Blason de Échilleuses | Blason  | Parti: au 1er d'argent à trois bandes d'azur, au 2e mi-parti de gueules à l'aigle bicéphale d'or. |
| Blason de Échilleuses | Détails | Adopté le 30 mars 2000.                                                                           |

| Blason de Engenville | Blason  | D'argent à la croix ancrée d'azur, le champ chapé d'azur, chargé de deux gerbes de blé d'or. |
| Blason de Engenville | Détails | Création Conseil Départemental d'Héraldique Urbaine du Loiret. Adopté le 29 mars 1996.       |

| Blason de Ervauville | Blason  | D'azur à la fasce ondée abaissée d'argent, accompagnée en chef, à dextre, d'un agneau pascal du même, onglé de sable, tenant une hampe croisetée d'or au guidon d'argent chargé d'une croisette latine de gueules, à senestre, d'une feuille de chêne d'or posée en barre et, en pointe, d'une rose du même. |
| Blason de Ervauville | Détails | Le statut officiel du blason reste à déterminer. |

| Blason de Escrennes | Blason  | Écartelé: aux 1er et 4e d'argent au lambel de cinq pendants de sinople en cœur, au 2e d'azur à cinq fers de lance d'or ordonnés en sautoir, au 3e d'azur à trois besants d'or. |
| Blason de Escrennes | Détails | Le statut officiel du blason reste à déterminer. |

| Blason de Estouy | Blason  | D'azur à deux monts d'argent mouvants de chaque flanc, sommés chacun d'une tour crénelée d'or et posés sur une champagne ondée d'or chargée d'une roue à aubes d'azur, accompagnés en abîme d'une épée renversée du même. |
| Blason de Estouy | Détails | Le statut officiel du blason reste à déterminer. |

Pas d'information connue pour les communes suivantes : Égry, Épieds-en-Beauce, Erceville, Escrignelles
- Haut – A
- B
- C
- D
- E
- F
- G
- H
- I
- J
- K
- L
- M
- N
- O
- P
- Q
- R
- S
- T
- U
- V
- W
- X
- Y
- Z

## F
| Blason de Ferrières-en-Gâtinais | Blason  | D'azur à deux clefs passées en sautoir, celle en bande d'argent brochant sur celle en barre d'or, accompagnées en chef et en pointe de deux fleurs de lys du même, à senestre d'une étoile du même et à dextre d'un croissant contourné aussi d'argent. |
| Blason de Ferrières-en-Gâtinais | Détails | Blason officiel de la commune, par délibération du conseil municipal du 9 juillet 1963. |

| Blason de Ferté-Saint-Aubin (La) | Blason  | D’azur à la porte de ville crénelée d’argent, essorée de gueules, flanquée de deux échauguettes couvertes du même, ouverte du champ et de deux vantaux de gueules, leurs bris d'huis de sable, l'ouverture chargée d'un rencontre de cerf d’or surmonté d’une fleur de lis du même, la porte accostée de six quintefeuilles d’argent par trois en pal. |
| Blason de Ferté-Saint-Aubin (La) | Détails | Création Robert Louis. Adopté le 24 avril 1963. |

| Blason de Fleury-les-Aubrais | Blason  | Palé de sinople et de gueules, au chef cousu d'azur chargé de trois fleurs de lys d'or et d'un lambel d'argent.                                                           |
| Blason de Fleury-les-Aubrais | Détails | * Il y a là non-respect de la règle de contrariété des couleurs : ces armes sont fautives (azur sur sinople et gueules). Le statut officiel du blason reste à déterminer. |

| Blason de Foucherolles | Blason  | D'azur au château d'or ajouré du champ, chaussé arrondi d'or à deux feuilles de fougères de sinople mouvant de la pointe de l'écu, surmontées d'une branche de chêne feuillée de sinople et fruitée de deux glands de tenné à dextre et d'un chevreuil au naturel à senestre. |
| Blason de Foucherolles | Détails | Armes parlantes. (fougères) Adopté le 9 janvier 2019. |

| Blason de Fréville-du-Gâtinais | Blason  | Parti : au premier d’argent aux trois fasces ondées d’azur, au second de gueules au dextrochère paré d’or mouvant du flanc et tenant un bâton en pal du même. |
| Blason de Fréville-du-Gâtinais | Détails | Création par le Conseil Départemental d’Héraldique Urbaine du Loiret. Adopté le 19 novembre 1999.                                                             |

Pas d'information connue pour les communes suivantes : Faverelles, Fay-aux-Loges, Feins-en-Gâtinais, Férolles, Fontenay-sur-Loing
- Haut – A
- B
- C
- D
- E
- F
- G
- H
- I
- J
- K
- L
- M
- N
- O
- P
- Q
- R
- S
- T
- U
- V
- W
- X
- Y
- Z

## G
| Blason de Gaubertin | Blason  | De gueules au sautoir gironné de seize pièces d’argent et de sable, accosté de deux besants d’or et accompagné de deux fleurs de lys du même, posées une en chef, une en pointe. |
| Blason de Gaubertin | Détails | Créé en 1998. |

| Blason de Gémigny | Blason  | D'azur à deux palmes d'or passées en sautoir et cantonnées de quatre besants d'argent. |
| Blason de Gémigny | Détails | Adopté le 18 juin 1996                                                                 |

| Blason de Germigny-des-Prés | Blason  | Losangé d'azur et d'or au chef voûté d'argent chargé d'une croisette de gueules accostée de deux roses du même. |
| Blason de Germigny-des-Prés | Détails | Le statut officiel du blason reste à déterminer.                                                                |

| Blason de Gidy | Blason  | D'azur au pont de deux arches d'argent, ouvert du même, maçonné de sable, sur une rivière aussi d'azur mouvant de la pointe, sommé d'une église aussi d'argent mouvant du flanc senestre, surmonté d'un pampre de vigne, mouvant en bande de l'angle dextre du chef, tigé et feuillé de sinople, fruité de pourpre et d'une cotice en barre brochante d'argent haussée à dextre, chargée d'un épi de blé d'or*, à la filière cousue aussi de sinople. |
| Blason de Gidy | Détails | * Il y a là non-respect de la règle de contrariété des couleurs : ces armes sont fautives (or sur argent et sinople sur azur). Le statut officiel du blason reste à déterminer. |

| Blason de Gien | Blason  | D'azur au château d'argent à trois tours crénelées, maçonné de sable ouvert et ajouré du champ. |
| Blason de Gien | Détails | Différences entre dessin et blasonnement : le blasonnement dit le château "ajouré du champ" ; le dessin le représente ajouré d'argent.. D'après Robert Louis, adoptées par le conseil municipal dans sa séance du 28 mai 1962. |

| Blason de Givraines | Blason  | De gueules à la fasce d’or chargée d'une divise ondée de sinople, accompagnée en chef d'une fleur de crocus de pourpre adextrée d'un épi de blé d'or et senestrée d'une grappe de raisin du même et en pointe de deux clefs d'or passées en sautoir. |
| Blason de Givraines | Détails | Adopté le 29 janvier 2019. |

| Blason de Grangermont | Blason  | De gueules à un dragon d'or, chapé du même.                                                                        |
| Blason de Grangermont | Détails | Réalisé par le Conseil départemental d'héraldique du Loiret et adopté par le conseil municipal du 5 novembre 1996. |

| Blason de Greneville-en-Beauce | Blason  | Tranché : au premier de gueules plain, au second d'argent semé de fers de lance de gueules ; à la gerbe de blé d'or brochant en cœur sur le tout. |
| Blason de Greneville-en-Beauce | Détails | Le statut officiel du blason reste à déterminer.                                                                                                  |

| Blason de Griselles | Blason  | Coupé : au 1er d'azur à un pont de quatre arches ogivales d'argent maçonné de sable et surmonté en flancs de deux fleurs de lys d'or, au 2d d'or à une crosse contournée de gueules accostée de deux feuilles de chêne de sinople. |
| Blason de Griselles | Détails | Le statut officiel du blason reste à déterminer. |

| Blason de Guilly | Blason  | D'azur au sautoir d'argent chargé d'une rose de gueules, accosté de deux crosses affrontées d'or.                               |
| Blason de Guilly | Détails | Adopté par le conseil municipal du 15 janvier 2001 sur avis du conseil départemental d’héraldique du Loiret du 4 décembre 2000. |

| Blason de Gy-les-Nonains | Blason  | D'azur à la divise d'argent côtoyée de deux trangles ondées du même, à l'écusson de sinople, brochant en abîme, à la fasce d'argent chargée d'un cœur de gueules, le tout surmonté d'un pont droit de trois arches d'or maçonné de sable mouvant des flancs, soutenu d'une roue de moulin de huit auges et de huit rayons du même remplie d'argent à dextre, de trois peupliers aussi d'or rangés en barre à senestre et de trois épis du même en pal et en chevron renversé au point de la pointe. |
| Blason de Gy-les-Nonains | Détails | Le statut officiel du blason reste à déterminer. |

Pas d'information connue pour les communes suivantes : Girolles, Gondreville, Guigneville
- Haut – A
- B
- C
- D
- E
- F
- G
- H
- I
- J
- K
- L
- M
- N
- O
- P
- Q
- R
- S
- T
- U
- V
- W
- X
- Y
- Z

## H
Pas d'information connue pour les communes suivantes : Huêtre, Huisseau-sur-Mauves

## I
| Blason de Ingrannes | Blason  | Écartelé : au 1er d'argent à la fasce ondée d'azur, au 2e de sinople à une cloche d'or, au 3e de sinople à un rencontre de cerf d'or, au 4e d'argent à un chêne de sinople. |
| Blason de Ingrannes | Détails | Création des archives départementales du Loiret, adoptée le 23 février 2021.                                                                                                |

| Blason de Ingré | Blason  | Écartelé au premier de gueules à une gerbe d'or liée de même ; au deuxième d'or à deux ceps de vigne de sinople passés en sautoir fruités de pourpre ; au troisième d'or à un pommier arraché de sinople fruité du champ ; au quatrième de gueules à une lyre d'or. |
| Blason de Ingré | Détails | Le statut officiel du blason reste à déterminer. |

| Blason de Isdes | Blason  | Coupé d'or semé de molettes de sable et d'azur au lion léopardé d'or. |
| Blason de Isdes | Détails | Adopté par le conseil municipal du 21 décembre 1999.                  |

Pas d'information connue pour la commune suivante : Intville-la-Guétard
- Haut – A
- B
- C
- D
- E
- F
- G
- H
- I
- J
- K
- L
- M
- N
- O
- P
- Q
- R
- S
- T
- U
- V
- W
- X
- Y
- Z

## J
| Blason de Jargeau | Blason  | D'argent à trois annelets de gueules; au chef d'azur chargé de trois fleurs de lis d'or. |
| Blason de Jargeau | Détails | Le statut officiel du blason reste à déterminer.                                         |

| Blason de Jouy-en-Pithiverais | Blason  | Gironné de gueules et d’or, à la gerbe d’or liée aussi de gueules brochant en abîme ; à la bordure d’or chargée de huit annelets de gueules. |
| Blason de Jouy-en-Pithiverais | Détails | Le statut officiel du blason reste à déterminer.                                                                                             |

| Blason de Jouy-le-Potier | Blason  | D'azur au chêne arraché englanté de sinople et fûté de sable, accosté de deux pots antiques au naturel, à la tierce ondée d'argent en pointe, au chef cousu de gueules chargé de deux poules d'eau affrontées aussi de sable accostant un rencontre de cerf d'or brochant sur le trait du chef. Devise / Cri« sylvis increscit et undis » (elle grandit entre les forêts et les eaux). |
| Blason de Jouy-le-Potier | Détails | * Il y a là non-respect de la règle de contrariété des couleurs : ces armes sont fautives (sable sur gueules sur azur et sable et sinople sur azur). Armes parlantes. (pots) Le statut officiel du blason reste à déterminer. |

| Blason de Juranville | Blason  | D'azur au pal d'argent chargé de 3 alérions de sable, accompagné à dextre d'un croissant d'argent et à senestre d'un besant d'or. |
| Blason de Juranville | Détails | Adopté le 23 janvier 2001 |

- Haut – A
- B
- C
- D
- E
- F
- G
- H
- I
- J
- K
- L
- M
- N
- O
- P
- Q
- R
- S
- T
- U
- V
- W
- X
- Y
- Z

## L
| Blason de Laas | Blason  | Écartelé : au premier d'or aux trois fers de lance de sable, au deuxième et au troisième d'azur à la gerbe de blé d'or, au quatrième d'or aux trois molettes d'éperon de sable. |
| Blason de Laas | Détails | Le statut officiel du blason reste à déterminer. |

| Blason de Ladon | Blason  | D'azur aux trois chevrons d'or accompagnés de trois étoiles du même. |
| Blason de Ladon | Détails | Le statut officiel du blason reste à déterminer.                     |

| Blason de Langesse | Blason  | D'azur à l'église du lieu d'argent en demi-profil, l'abside à dextre, soutenue d'une devise ondée du même, au chef bastillé de trois pièces cousu de gueules chargé d'une croisette haussée aux extrémités pattées et au pied fiché d'or accostée de deux gardons adossés aussi d'argent. |
| Blason de Langesse | Détails | * Ces armes emploient le terme « cousu » dans le seul but de contrevenir à la règle de contrariété des couleurs : elles sont fautives (gueules sur azur). Création de Claude Meyer et Alban Bertero.                                                                                      |

| Blason de Ligny-le-Ribault | Blason  | De sinople à la barre cousue de gueules chargée d'une barre d'argent surchargée de l'inscription LIGNY-LE-RIBAULT en lettres capitales de sable, accompagnée, en chef, d'un ensemble de deux giroles et d'un cerf et, en pointe, d'une bonde d'étang et d'un épi de seigle en barre, le tout d'or rangé en deux barres, au chef cousu aussi de gueules chargé de deux lettres L et R capitales en écriture ronde aussi d'argent accostées de deux petits rameaux de chêne feuillés de quatre pièces du même posés en bande. |
| Blason de Ligny-le-Ribault | Détails | * Ces armes emploient le terme « cousu » dans le seul but de contrevenir à la règle de contrariété des couleurs : elles sont fautives (gueules sur sinople). Le statut officiel du blason reste à déterminer. |

| Blason de Lion-en-Beauce | Blason  | D'or maçonné de sable à la tête de lion de gueules brochante, au chef bastillé d'azur chargé de trois gerbes de blé du champ. |
| Blason de Lion-en-Beauce | Détails | Armes parlantes. (lion) Adopté par le conseil municipal du 6 septembre 2004.                                                  |

| Blason de Lion-en-Sullias | Blason  | De gueules à la bande d'or chargée de trois molettes de sable accompagnée de deux têtes de lion arrachées d'or.                                                            |
| Blason de Lion-en-Sullias | Détails | * Il y a là non-respect de la règle de contrariété des couleurs : ces armes sont fautives ( molettes à plomb ou pas?). Armes parlantes (lions). Adopté le 29 janvier 1996. |

| Blason de Lorris | Blason  | D'azur à la lettre L capitale couronnée d'or, accompagnée de trois fleurs de lys du même et en chef d'un lambel d'argent. |
| Blason de Lorris | Détails | Le statut officiel du blason reste à déterminer.                                                                          |

| Blason de Loury | Blason  | D'or à la fasce d'azur accompagnée de trois aiglettes de sable |
| Blason de Loury | Détails | Blason créé par le comité départemental d'héraldique urbaine du Loiret d'après les armes de Gilles de Lory, premier seigneur de Loury connu. adopté par le conseil municipal le 11 février 1997 |

Pas d'information connue pour les communes suivantes : Labrosse, Lailly-en-Val, Léouville, Lombreuil, Lorcy, Louzouer
- Haut – A
- B
- C
- D
- E
- F
- G
- H
- I
- J
- K
- L
- M
- N
- O
- P
- Q
- R
- S
- T
- U
- V
- W
- X
- Y
- Z

## M
| Blason de Malesherbes | Blason  | De gueules à une tour d'argent posée sur un buisson de sinople, au chef cousu d'azur chargé d'une étoile d'or. Devise / Cri« excelsior ».                                 |
| Blason de Malesherbes | Détails | * Il y a là non-respect de la règle de contrariété des couleurs : ces armes sont fautives (sinople et azur sur gueules). Le statut officiel du blason reste à déterminer. |

| Blason de Marcilly-en-Villette | Blason  | Taillé d'hermine et de sinople semé d'épis de blé d'or, à un lion d'or, armé et lampassé de gueules brochant sur le tout. |
| Blason de Marcilly-en-Villette | Détails | Création du Conseil départemental d'héraldique urbaine du Loiret, adoptée par la commune.                                 |

| Blason de Mardié | Blason  | D'argent à la fasce de sinople chargée d'un fermail d'or, accompagnée de trois hures de sanglier de sable défendues du champ. |
| Blason de Mardié | Détails | Adopté le 2 mars 1998. |

| Blason de Marigny-les-Usages | Blason  | Taillé : au premier de gueules au dieu Mars assis contourné, casqué, son bouclier posé et tenant sa lance en pal, le tout d'argent, au second de sinople aux trois fagots d'argent posés en fasce et rangés en pal. |
| Blason de Marigny-les-Usages | Détails | Le statut officiel du blason reste à déterminer. |

| Blason de Melleroy | Blason  | De gueules au chef-pal d'or chargé en chef d'une coquille de gueules accostée de deux tourteaux de même et en pal d'une rose tigée et feuillée de gueules, le pal accosté de deux lions affrontés d'or. |
| Blason de Melleroy | Détails | Adopté le 28 juin 2010 |

| Blason de Mérinville | Blason  | D'azur au pal d'argent chargé en chef de la lettre antique M de sable et en pointe d'un crosseron de gueules, accosté de deux aigles d'or. |
| Blason de Mérinville | Détails | Le statut officiel du blason reste à déterminer.                                                                                           |

| Blason de Meung-sur-Loire | Blason  | D'argent à trois roses de gueules tigées et feuillées de sinople. |
| Blason de Meung-sur-Loire | Détails | Le statut officiel du blason reste à déterminer.                  |

| Blason de Mézières-en-Gâtinais | Blason  | Taillé crénelé d'or et de gueules ; à un tourteau et à un besant de l'un en l'autre. |
| Blason de Mézières-en-Gâtinais | Détails | Le statut officiel du blason reste à déterminer.                                     |

| Blason de Mignerette | Blason  | Gironné de sable et d'argent de douze pièces ; sur le tout, d'azur au fer à cheval d'or. |
| Blason de Mignerette | Détails | Adopté le 25 mars 1996.                                                                  |

| Blason de Montargis | Blason  | D'azur à la lettre capitale M d'argent surmontée d'une couronne royale fermée du même, accompagnée de trois fleurs de lis d'or, celle de la pointe accostée des lettres capitales L et F d'argent; à la filière du même (site de la mairie). Devise / Cri« sustinet labentem » (soutient celui qui chancelle). |
| Blason de Montargis | Détails | Le statut officiel du blason reste à déterminer. |
| Blason de Montargis | Alias   | D'azur semé de fleurs de lis, à la lettre capitale M surmontée d'une couronne de marquis, le tout d'or. (d’Hozier) |

| Blason de Montbarrois | Blason  | D'or à deux chevrons, l'un renversé, abaissés et enlacés de gueules, surmontés d'une rose du même accostée de deux tours de gueules maçonnées de sable, ouvertes et ajourées du champ. |
| Blason de Montbarrois | Détails | Adopté le 12 février 2008. |

| Blason de Montcorbon | Blason  | De gueules au chevron d'argent, accompagné en chef de deux merlettes d'or et en pointe d'un rencontre de vache d'argent accorné d'or. |
| Blason de Montcorbon | Détails | Le statut officiel du blason reste à déterminer.                                                                                      |

| Blason de Montcresson | Blason  | D'or au chevron d'azur, accompagné en chef de deux têtes de corbeau arrachées de sable et en pointe d'un lion léopardé de gueules.               |
| Blason de Montcresson | Détails | Adoptées par le conseil municipal du 20 septembre 2004.                                                                                          |
| Blason de Montcresson | Alias   | D'or à la fasce d'azur accompagnée de deux têtes de corbeau de sable arrachées et d'un lion passant de gueules armé, lampassé, et vilené d'azur. |

| Blason de Montereau | Blason  | D'azur à la croix d'or chargée d'une rose de gueules. |
| Blason de Montereau | Détails | Adoptées par le conseil municipal du 4 février 2003.  |

| Blason de Montigny | Blason  | Fascé ondé enté d'argent et de gueules, au pal d'azur chargé d'une crosse d'or brochant sur le tout. |
| Blason de Montigny | Détails | Création par Jean-François Binon, adoptée par le conseil municipal du 1er juin 2007.                 |

| Blason de Montliard | Blason  | Tranché: au 1er d'argent à la grappe de raisin de gueules sans feuille, au 2 de gueules au lion d'argent couronné d'or. |
| Blason de Montliard | Détails | Adopté le 31 mai 2010                                                                                                   |

| Blason de Moulon | Blason  | D’azur aux trois bisses tortillées d’or ; au chef d’or chargé de trois trèfles de sinople. |
| Blason de Moulon | Détails | Le statut officiel du blason reste à déterminer.                                           |

- Haut – A
- B
- C
- D
- E
- F
- G
- H
- I
- J
- K
- L
- M
- N
- O
- P
- Q
- R
- S
- T
- U
- V
- W
- X
- Y
- Z

Pas d'information connue pour les communes suivantes : Mainvilliers, Manchecourt, Mareau-aux-Bois, Mareau-aux-Prés, Marsainvilliers, Ménestreau-en-Villette, Messas, Mézières-lez-Cléry, Mignères, Montbouy, Mormant-sur-Vernisson, Morville-en-Beauce, Le Moulinet-sur-Solin

## N
| Blason de Nancray-sur-Rimarde | Blason  | D'azur à la fasce ondée d'argent accompagnée de trois étriers d'or. |
| Blason de Nancray-sur-Rimarde | Détails | Adopté le 25 janvier 2000                                           |

| Blason de Nangeville | Blason  | D'or à la croix d'azur cantonnée de quatre lionceaux de gueules. |
| Blason de Nangeville | Détails | Adopté le 26 septembre 1995                                      |

| Blason de Nargis | Blason  | D'azur à la barre ondée entée accompagnée, en chef, d'une croisette ancrée et, en pointe, d'un croissant, le tout d'argent. |
| Blason de Nargis | Détails | Le statut officiel du blason reste à déterminer.                                                                            |

| Blason de Nesploy | Blason  | De gueules aux deux chevrons, le premier d'or, le second d'argent, accompagnés de deux quintefeuilles du même en chef et d'une fleur de lys aussi d'or en pointe. |
| Blason de Nesploy | Détails | Le statut officiel du blason reste à déterminer. |

| Blason de Neuville-aux-Bois | Blason  | D'azur à la tour d'argent maçonnée et ouverte de sable. Devise / Cri« nova semper vetus nunquam » (toujours jeune, jamais vieille). |
| Blason de Neuville-aux-Bois | Détails | Le statut officiel du blason reste à déterminer.                                                                                    |

| Blason de Neuville-sur-Essonne (La) | Blason  | D'azur au pairle d'argent accosté à dextre d'une crosse d'or et à senestre d'une clef contournée du même. |
| Blason de Neuville-sur-Essonne (La) | Détails | Adopté le 17 décembre 1996.                                                                               |

| Blason de Neuvy-en-Sullias | Blason  | De sinople à un cheval passant d'or, au chef cousu d'azur chargé de trois molettes d'or. |
| Blason de Neuvy-en-Sullias | Détails | * Ces armes emploient le terme « cousu » dans le seul but de contrevenir à la règle de contrariété des couleurs : elles sont fautives (azur sur sinople). Création Mme Blandine Beugnon-Pernin. |

| Blason de Nibelle | Blason  | Tranché d'argent et de gueules, à une bouelle et à un coq, de l'un en l'autre |
| Blason de Nibelle | Détails | Adopté le 23 février 1998.                                                    |

| Blason de Noyers | Blason  | D'or au noyer de sinople senestré d'une roue de moulin de huit rais de sable, le tout sur une rivière d'azur mouvant de la pointe. |
| Blason de Noyers | Détails | Armes parlantes (noyer). Le statut officiel du blason reste à déterminer.                                                          |

Pas d'information connue pour les communes suivantes : Nevoy, Nogent-sur-Vernisson
- Haut – A
- B
- C
- D
- E
- F
- G
- H
- I
- J
- K
- L
- M
- N
- O
- P
- Q
- R
- S
- T
- U
- V
- W
- X
- Y
- Z

## O
| Blason de Oison | Blason  | Écartelé : au premier et au quatrième de gueules au chevron d'argent, au deuxième échiqueté d'or et de gueules de cinq tires de quatre pièces, au troisième d'or à l'oie de sable. |
| Blason de Oison | Détails | Armes parlantes (Oie). Le statut officiel du blason reste à déterminer. |

| Blason de Olivet | Blason  | D'argent à la croix potencée cantonnée de quatre croisettes, le tout de gueules, chapé de sinople chargé de deux burèles ondées du champ. |
| Blason de Olivet | Détails | Le statut officiel du blason reste à déterminer.                                                                                          |

| Blason de Ondreville-sur-Essonne | Blason  | Coupé, au un de sable chargé d'un lion issant d'argent, au deux vairé d'or et d'azur. |
| Blason de Ondreville-sur-Essonne | Détails | Adopté le 24 novembre 1996.                                                           |

| Blason de Orléans | Blason  | De gueules, à trois cailloux en cœur de lis d'argent, au chef cousu d'azur, chargé de trois fleurs de lis d'or. Devise / CriHoc vernant lilia corde (ce cœur fait fleurir les lys). |
| Blason de Orléans | Détails | Le statut officiel du blason reste à déterminer. |

| Blason de Orville | Blason  | Écartelé : au premier et au quatrième d'or à une roue de moulin de sable, au deuxième et au troisième de gueules plain. |
| Blason de Orville | Détails | Le statut officiel du blason reste à déterminer.                                                                        |

| Blason de Ousson-sur-Loire | Blason  | Coupé : au 1er d'azur à une gabarre de sable et au trait d'argent à dextre et à une porte de ville flanquée de deux tours d'argent et ouverte de tenné à senestre, les tours ajourées de sable, au 2d de gueules à six burelles ondées d'argent et à une feuille de vigne versée d'or brochante. |
| Blason de Ousson-sur-Loire | Détails | * Il y a là non-respect de la règle de contrariété des couleurs : ces armes sont fautives (sable sur azur). Le statut officiel du blason reste à déterminer. |

| Blason de Oussoy-en-Gâtinais | Blason  | Coupé: au 1er de sinople à la tour d'argent maçonnée de sable et accostée de deux fleurs de lis d'or, au 2e d'or à deux clés de sable passées en sautoir. |
| Blason de Oussoy-en-Gâtinais | Détails | Le statut officiel du blason reste à déterminer. |

| Blason de Outarville | Blason  | D'azur aux trois gerbes de blé d'or, liées de gueules. |
| Blason de Outarville | Détails | Le statut officiel du blason reste à déterminer.       |

| Blason de Ouvrouer-les-Champs | Blason  | Ecartelé, au 1 d'or à une gabarre de tenné, habillée d'argent ; au 2 d'azur au clocher-tour de l'église du lieu d'or ouvert et ajouré du champ, les pierres d'angle de même ; au 3 d'azur à une tête de bélier d'argent accornée d'or ; au 4 d'or à un tournesol tigé et feuillé d'une pièce de sable, boutonné du champ |
| Blason de Ouvrouer-les-Champs | Détails | blason officiel. |

| Blason de Ouzouer-des-Champs | Blason  | D'or au lion contourné de gueules, au chef de sinople chargé d'une merlette du champ accostée de deux croisettes du même. |
| Blason de Ouzouer-des-Champs | Détails | Adopté le 30 mars 2006.                                                                                                   |

| Blason de Ouzouer-sous-Bellegarde | Blason  | De gueules aux trois fasces d'or, au coq d'argent brochant sur le tout. |
| Blason de Ouzouer-sous-Bellegarde | Détails | Adopté le 13 mai 2005.                                                  |

| Blason de Ouzouer-sur-Loire | Blason  | De sinople à la hure de sanglier d'argent, à la champagne ondée du même, au chef cousu d'azur chargé de trois étoiles aussi d'argent.                                                                      |
| Blason de Ouzouer-sur-Loire | Détails | * Ces armes emploient le terme « cousu » dans le seul but de contrevenir à la règle de contrariété des couleurs : elles sont fautives (azur sur sinople). Le statut officiel du blason reste à déterminer. |

Pas d'information connue pour les communes suivantes : Ormes, Orveau-Bellesauve, Ouzouer-sur-Trézée
- Haut – A
- B
- C
- D
- E
- F
- G
- H
- I
- J
- K
- L
- M
- N
- O
- P
- Q
- R
- S
- T
- U
- V
- W
- X
- Y
- Z

## P
| Blason de Pannes | Blason  | De gueules à la roue de moulin de sable soutenue d’une rivière ondée cousue d’azur mouvant de la pointe, surmontée d’un oiseau en vol de sable, adextrée d’un épi de blé d’or et senestrée d’un épi de maïs du même. |
| Blason de Pannes | Détails | * Il y a là non-respect de la règle de contrariété des couleurs : ces armes sont fautives (sable et azur sur gueules). Le statut officiel du blason reste à déterminer.                                              |

| Blason de Patay | Blason  | D'hermine à l'écusson de gueules, chargé d'une épée d'argent garnie d'or, surmontée d'un lambel aussi d'argent, accompagnée à dextre d'un léopard aussi d'or et à senestre d'un cerf passant du même. Devise / Cri« in medio stat virtus ». |
| Blason de Patay | Détails | Le statut officiel du blason reste à déterminer. |

| Blason de Pithiviers | Blason  | D'azur à trois chardons, tigés et feuillés d'or, au chef cousu de gueules chargé d'une fleur de lys aussi d'or.                                                |
| Blason de Pithiviers | Détails | * Il y a là non-respect de la règle de contrariété des couleurs : ces armes sont fautives (gueules sur azur). Le statut officiel du blason reste à déterminer. |

| Blason de Pithiviers-le-Vieil | Blason  | D’argent à la gerbe de blé d’or en chef à dextre ; à la betterave au naturel feuillée de sinople en barre en chef à senestre ; à l’épi d’orge feuillé aussi de sinople, en bande en pointe à dextre ; à l’épi de maïs aussi d’or, feuillé aussi de sinople en barre, en pointe à senestre ; au chef ondé de gueules soutenu d’une divise ondée d’azur. |
| Blason de Pithiviers-le-Vieil | Détails | Le statut officiel du blason reste à déterminer. |

| Blason de Préfontaines | Blason  | Parti: au 1er de sinople à trois trèfles d'or rangés en pal, au 2e d'argent à trois fasces ondées et resserrées d'azur. |
| Blason de Préfontaines | Détails | Création Jean-François Binon.                                                                                           |

| Blason de Presnoy | Blason  | Ecartelé en sautoir, au 1 d'azur à la clé d'or et à l'épée de même passées en sautoir, au 2 d'or à la merlette contournée de sable, au 3 d'or à la merlette de sable et au 4 d'azur au donjon crénelé d'or, ajouré sur le champ et maçonné de sable. |
| Blason de Presnoy | Détails | Différences entre dessin et blasonnement : le blasonnement précise que la tour est ajourée du champ, ce que ne montre pas le dessin, et ne précise pas que la tour est ouverte du champ, ce que laisse voir le dessin.. Adopté le 6 juin 2012.       |

| Blason de Pressigny-les-Pins | Blason  | De gueules à l'aigle d'or; à la bordure du même chargée de quatre pommes de pin de gueules. |
| Blason de Pressigny-les-Pins | Détails | Adopté le 28 février 2014.                                                                  |

| Blason de Puiseaux | Blason  | D'azur à un rais d'escarboucle fleurdelysé d'or, gemmé de gueules. |
| Blason de Puiseaux | Détails | Adopté le 5 novembre 1965.                                         |

Pas d'information connue pour les communes suivantes : Pannecières, Paucourt, Pers-en-Gâtinais, Pierrefitte-ès-Bois, Poilly-lez-Gien
- Haut – A
- B
- C
- D
- E
- F
- G
- H
- I
- J
- K
- L
- M
- N
- O
- P
- Q
- R
- S
- T
- U
- V
- W
- X
- Y
- Z

## Q
| Blason de Quiers-sur-Bezonde | Blason  | D'argent à la bande ondée d'azur accompagnée, en chef, d'une roue de moulin de huit rais de sable et, en pointe, d'un coq contourné de gueules, au chef du même chargé de trois roses d'or. |
| Blason de Quiers-sur-Bezonde | Détails | Le statut officiel du blason reste à déterminer. |

- Haut – A
- B
- C
- D
- E
- F
- G
- H
- I
- J
- K
- L
- M
- N
- O
- P
- Q
- R
- S
- T
- U
- V
- W
- X
- Y
- Z

## R
| Blason de Rebréchien | Blason  | D'or à la feuille de vigne versée d'azur; au chef d'azur chargé de trois pommes de pin d'or, le pédoncule vers le chef. Devise / Cri« area bacchi » (cour de Bacchus). |
| Blason de Rebréchien | Détails | Création Association Patrimoinel de Trainou. Adopté le 20 décembre 2012.                                                                                               |

| Blason de Rozoy-le-Vieil | Blason  | D'azur fretté d'or clouté de gueules, les claires-voies semées de roses d'or et de roseaux à massettes d'argent. |
| Blason de Rozoy-le-Vieil | Détails | Création du Conseil départemental d'héraldique urbaine du Loiret, adoptée par la commune.                        |

Pas d'information connue pour les communes suivantes : Ramoulu, Rouvray-Sainte-Croix, Rouvres-Saint-Jean, Rozières-en-Beauce, Ruan

## S
| Blason de Saint-Aignan-des-Gués | Blason  | De sinople à la rivière en barre haussée à senestre d'azur* s'évasant vers la pointe, au petit pont de gueules brochant en chef et aux quatre pas de pierre d'argent formant gué en pointe. |
| Blason de Saint-Aignan-des-Gués | Détails | * Il y a là non-respect de la règle de contrariété des couleurs : ces armes sont fautives (Azur et gueules sur sinople). Le statut officiel du blason reste à déterminer.                   |

| Blason de Saint-Aignan-le-Jaillard | Blason  | De gueules à la bande d'or chargée de trois molettes de sable, accompagnée en chef d'une crosse épiscopale d'or et en pointe d'une fontaine d'argent. |
| Blason de Saint-Aignan-le-Jaillard | Détails | Le statut officiel du blason reste à déterminer. |

| Blason de Saint-Ay | Blason  | D'azur à la crosse d'or en bande, au lit de feuilles de vigne de sinople brochant, au bâton de nonne cistercienne contourné aussi d'or brochant en barre, à la grappe de raisin de gueules brochant sur le tout, au chef d'argent chargé d'une épée brisée de gueules en fasce. Devise / CriDe forti dulcedo, de dulci fortitudo (« La douceur de la force, la force de la douceur ») |
| Blason de Saint-Ay | Détails | Le statut officiel du blason reste à déterminer. |

| Blason de Saint-Benoît-sur-Loire | Blason  | D'azur à une croix d'argent chargée de cinq roses de gueules cantonnée de deux lys d'or en chef et de deux crosses d'or adossées en pointe. |
| Blason de Saint-Benoît-sur-Loire | Détails | La commune de Saint-Benoit-sur-Loire utilise les armes de l'abbaye de Fleury. Le statut officiel du blason reste à déterminer.              |

| Blason de Saint-Brisson-sur-Loire | Blason  | D'azur au château du lieu d'argent, ajouré et maçonné de sable, surmonté de trois fleurs de lis d'or rangées en chef et soutenu de deux burelles ondées cousues de sable.                                |
| Blason de Saint-Brisson-sur-Loire | Détails | * Ces armes emploient le terme « cousu » dans le seul but de contrevenir à la règle de contrariété des couleurs : elles sont fautives (sable sur azur). Le statut officiel du blason reste à déterminer. |
| Blason de Saint-Brisson-sur-Loire | Alias   | D'azur au chevron d'or accompagné de deux étoiles du même en chef et d'un agneau d'argent en pointe. |

| Blason de Saint-Cyr-en-Val | Blason  | Tranché : au premier de sinople à la hure de sanglier d'argent adextrée d'un chêne du même, au second de gueules au mortier avec son pilon enclos dans une roue dentée, le tout d'argent ; au filet ondé d'azur brochant sur le trait de la partition. |
| Blason de Saint-Cyr-en-Val | Détails | Le statut officiel du blason reste à déterminer. |

| Blason de Saint-Denis-de-l'Hôtel | Blason  | D’argent à la biche bondissante de sable, au chef d’azur chargé d’une trangle ondée du champ. Devise / CriIn medio stat virtus |
| Blason de Saint-Denis-de-l'Hôtel | Détails | Le statut officiel du blason reste à déterminer.                                                                               |

| Blason de Saint-Denis-en-Val | Blason  | Parti d'or et de sinople à une feuille de vigne de l'un en l'autre . Devise / CriIn medio stat virtus |
| Blason de Saint-Denis-en-Val | Détails | Le statut officiel du blason reste à déterminer.                                                      |

| Blason de Saint-Firmin-des-Bois | Blason  | Parti : au premier d'azur à la gerbe de blé d'or, au second d'argent à l'arbre arraché de gueules ; à la crosse contournée d'or brochant sur la partition. |
| Blason de Saint-Firmin-des-Bois | Détails | Adopté le 21 octobre 1999. |

| Blason de Saint-Florent | Blason  | D'azur à une barque à une voile d'argent accompagnée de huit molettes d'éperon d'or ordonnées en orle. |
| Blason de Saint-Florent | Détails | Le statut officiel du blason reste à déterminer.                                                       |

| Blason de Saint-Germain-des-Prés | Blason  | De sinople au roc d'échiquier d'argent surmonté d'une croisette latine d'or; chapé cousu de gueules chargé des lettres capitales d'argent S à dextre et G à senestre.                                         |
| Blason de Saint-Germain-des-Prés | Détails | * Ces armes emploient le terme « cousu » dans le seul but de contrevenir à la règle de contrariété des couleurs : elles sont fautives (gueules sur sinople). Le statut officiel du blason reste à déterminer. |

| Blason de Saint-Gondon | Blason  | De sinople aux deux fasces d'argent chargées chacune de trois croisettes pattées de gueules. |
| Blason de Saint-Gondon | Détails | Adopté le 4 octobre 1999.                                                                    |

| Blason de Saint-Hilaire-les-Andrésis | Blason  | D'azur au lion d'or, à la bordure du même chargée de neuf tourteaux de gueules. |
| Blason de Saint-Hilaire-les-Andrésis | Détails | Adopté le 27 mars 1999.                                                         |

| Blason de Saint-Hilaire-Saint-Mesmin | Blason  | De sinople au pont de Saint Nicolas, le tout d'argent, brochant sur une crosse d'évêque et une crosse d'abbé passées en sautoir d'or, le tout brochant sur une champagne d'azur. |
| Blason de Saint-Hilaire-Saint-Mesmin | Détails | Création Philippe Delaugère Adopté le 1er septembre 1987 |

| Blason de Saint-Jean-de-Braye | Blason  | D'azur à la porte d'enceinte fortifiée avec ses entre-murs d'argent ajourés et maçonnés de sable ouverte de gueules le tout posé sur des ondes du même mouvant de la pointe ; l'ouverture chargée d'un agneau pascal la tête contournée d'argent nimbé d'or tenant une croix haute pommetée de sable à laquelle est appendue une bannière d'argent à la croisette de gueules ; la porte crénelée sommée d'un avant-bras issant d'argent tenant une épée du même garnie d'or, la pointe ferue en une couronne royale ouverte aussi d'or et accostée de deux fleurs de lys du même. |
| Blason de Saint-Jean-de-Braye | Détails | Création Mireille Louis. Adopté en 1960. |

| Blason de Saint-Jean-de-la-Ruelle | Blason  | De sinople à la cotice en barre d'argent accompagnée en chef d'une roue dentée de huit pièces du même et en pointe d'une grappe de raisin stylisée de pourpre feuillée de deux pièces d'or ; à la champagne du dernier chargée d'une devise d'azur. |
| Blason de Saint-Jean-de-la-Ruelle | Détails | * Il y a là non-respect de la règle de contrariété des couleurs : ces armes sont fautives (pourpres sur sinople). Le statut officiel du blason reste à déterminer.                                                                                  |

| Blason de Saint-Jean-le-Blanc | Blason  | D'azur à la fasce ondée d'argent, accompagnée en chef de deux fleurs de lys d'or surmontées d'un lambel d'argent et en pointe d'un agneau pascal à la tête contournée du même, le guidon chargé d'une croisette de gueules. |
| Blason de Saint-Jean-le-Blanc | Détails | Le statut officiel du blason reste à déterminer. |

| Blason de Saint-Loup-de-Gonois | Blason  | De gueules à la tête de loup arrachée d'or, au chef du même chargé de trois coquilles du champ. |
| Blason de Saint-Loup-de-Gonois | Détails | Armes parlantes. (loup) Adopté le 5 décembre 2005.                                              |

| Blason de Saint-Loup-des-Vignes | Blason  | D'argent aux trois grappes de raisin sans feuille de gueules, au chef de sable chargé d'un loup du champ. |
| Blason de Saint-Loup-des-Vignes | Détails | Armes parlantes. Adopté le 20 décembre 1999.                                                              |

| Blason de Saint-Lyé-la-Forêt | Blason  | De gueules à un chêne arraché d'or enclos dans une cordelière en lacs d'amour d'argent nouée en pointe ; à la bordure réduite aussi d'or.                                 |
| Blason de Saint-Lyé-la-Forêt | Détails | Armes parlantes. ("Lyé-la-Forêt" est ici illustré par la forêt liée, emprisonnée par la cordelière) Création archives départementales du Loiret. Adopté le 23 avril 2013. |

| Blason de Saint-Martin-d'Abbat | Blason  | De gueules à la croix d'argent cantonnée, au I et au IV, de trois quintefeuilles d'or et, au II et au III, d'une tête de crosse contournée du même.                                     |
| Blason de Saint-Martin-d'Abbat | Détails | * Ces armes emploient le terme « cousu » dans le seul but de contrevenir à la règle de contrariété des couleurs : elles sont fautives (gueules sur sinople). Adopté le 26 février 1999. |

| Blason de Saint-Martin-sur-Ocre | Blason  | De sinople à saint Martin d'argent, auréolé d'or, vêtu d'or, d'argent et de gueules, chevelé et botté de sable, partageant son manteau de gueules avec une épée d'argent, sur un cheval du même, bridé de gueules, la selle de sable bordée et sanglée d'or, le tout sur une terrasse fascée ondée d'argent et de sable de quatre pièces; au chef cousu de gueules chargé de trois fleurs de lis d'or. |
| Blason de Saint-Martin-sur-Ocre | Détails | Le statut officiel du blason reste à déterminer. |

| Blason de Saint-Maurice-sur-Aveyron | Blason  | De gueules à saint Maurice équestre d'or tenant un bouclier d'azur chargé d'une fleur de lys d'or, posé sur une terrasse ondée cousue* d'azur chargée d'une carte du territoire de la commune d'argent.    |
| Blason de Saint-Maurice-sur-Aveyron | Détails | * Ces armes emploient le terme « cousu » dans le seul but de contrevenir à la règle de contrariété des couleurs : elles sont fautives (azur sur gueules). Le statut officiel du blason reste à déterminer. |

| Blason de Saint-Maurice-sur-Fessard | Blason  | Écartelé: aux 1er et 4e d'hermine au chef de gueules, aux 2e et 3e d'azur fretté d'argent . |
| Blason de Saint-Maurice-sur-Fessard | Détails | Le statut officiel du blason reste à déterminer.                                            |

| Blason de Saint-Michel | Blason  | Parti: au 1er coupé au I d'azur au château d'or, couvert et ajouré de sable, les rainures du pont-levis du même, ouvert du champ et girouetté d'or, au II d'argent à la gerbe de blé d'or posée en barre accompagnée de deux grappes de raisin sans feuille d'azur, au 2e d'argent à saint Michel de carnation, auréolé d'or, vêtu de gueules et terrassant un dragon du même avec sa lance d'or; le tout enfermé dans une filière de gueules. |
| Blason de Saint-Michel | Détails | Adopté le 13 septembre 2010 |

| Blason de Saint-Père-sur-Loire | Blason  | D'azur à une chaîne posée en pal, accostée de deux faucons affrontés perchés chacun sur une ancre de marine, le tout d'or. |
| Blason de Saint-Père-sur-Loire | Détails | Adopté le 20 octobre 2000.                                                                                                 |

| Blason de Saint-Sigismond | Blason  | De sinople à la barre d'or chargée de cinq roses de gueules, accompagnée d'une croix ancrée aussi d'or en chef et d'une margelle de puits du même maçonnée de sable, en pointe. |
| Blason de Saint-Sigismond | Détails | Le statut officiel du blason reste à déterminer. |

| Blason de Sandillon | Blason  | De sinople aux deux trèfles d'argent en chef, à la fleur de lys d'or en abîme, à la champagne ondée aussi d'argent. |
| Blason de Sandillon | Détails | Adopté le 18 avril 2000.                                                                                            |

| Blason de Santeau | Blason  | D'azur au moulin à vent d'or posé sur un coupeau de sinople semé de fleurs tigées et feuillées d'or.                                                           |
| Blason de Santeau | Détails | * Il y a là non-respect de la règle de contrariété des couleurs : ces armes sont fautives (sinople sur azur). Le statut officiel du blason reste à déterminer. |

| Blason de Selle-en-Hermoy (La) | Blason  | Fascé contre-bretessé d'or et d'azur de quatre pièces aux trois étoiles de six rais de gueules rangées en chef. |
| Blason de Selle-en-Hermoy (La) | Détails | Le statut officiel du blason reste à déterminer.                                                                |

| Blason de Selle-sur-le-Bied (La) | Blason  | Coupé : au premier parti au I d'azur au lion couronné d'or et au II écartelé au 1 et au 4 bandé de gueules et d'or, au 2 et au 3 coupé de gueules et d'argent au lion brochant de l'un en l'autre, au second d'azur fretté d'or ; sur le tout de sable au croissant d'or, accompagné de trois roses du même. |
| Blason de Selle-sur-le-Bied (La) | Détails | Le statut officiel du blason reste à déterminer. |

| Blason de Semoy | Blason  | De sinople au chevron d'argent accompagné de trois fleurs de lys d'or ; au chef coupé au 1) de gueules chargé de l'inscription "SEMOY" en lettres capitales d'or, et au 2) d'argent à quatre grappes de raisin de gueules sans feuille rangées en fasce et posées deux à deux en chevron. |
| Blason de Semoy | Détails | Création G. Guillon. Adopté en décembre 1982. |

| Blason de Sigloy | Blason  | De gueules à la fasce ondée d'or frettée d'azur, accompagnée en chef d'une ancre de marine d'or à dextre et d'une rose des vents du même à senestre et en pointe d'un poisson de Loire contourné d'or. |
| Blason de Sigloy | Détails | Adopté le 21 février 2018. |

| Blason de Sully-sur-Loire | Blason  | D'azur semé de molettes d'éperon d'or au lion du même brochant sur le tout. |
| Blason de Sully-sur-Loire | Détails | Le statut officiel du blason reste à déterminer.                            |

| Blason de Sury-aux-Bois | Blason  | Gironné d'argent et d'azur, chaque giron d'azur chargé d'une fleur de lys aussi d'argent. |
| Blason de Sury-aux-Bois | Détails | Adopté le 5 janvier 2001.                                                                 |

Pas d'information connue pour les communes suivantes : Sainte-Geneviève-des-Bois, Saint-Firmin-sur-Loire, Saint-Hilaire-sur-Puiseaux, Saint-Péravy-la-Colombe, Saint-Pryvé-Saint-Mesmin, Saran, Sceaux-du-Gâtinais, Seichebrières, Sennely, Sermaises, Solterre, Sougy, Sully-la-Chapelle
- Haut – A
- B
- C
- D
- E
- F
- G
- H
- I
- J
- K
- L
- M
- N
- O
- P
- Q
- R
- S
- T
- U
- V
- W
- X
- Y
- Z

## T
| Blason de Thignonville | Blason  | Ecartelé : au premier et au quatrième d’azur au chevron d’or accompagné en chef de deux croissants et en pointe d’une étoile de huit rais, le tout d’argent ; au second et au troisième de gueules aux trois annelets d’or, 3, 2, et 1. |
| Blason de Thignonville | Détails | Le statut officiel du blason reste à déterminer. |

| Blason de Thimory | Blason  | Tiercé en pairle renversé : au 1er de gueules à une volute de crosse d'argent, au 2e d'or à un arbre de sinople, au 3e d'azur à une grappe de raisin tigée et feuillée d'argent. |
| Blason de Thimory | Détails | Le statut officiel du blason reste à déterminer. |

| Blason de Thorailles | Blason  | Coupé: au 1er d'or au tau de gueules, au 2e de gueules à deux clefs d’or passées en sautoir; le tout dans une bordure d'azur chargée aux flancs de deux crosses affrontées d'or. |
| Blason de Thorailles | Détails | Adopté le 8 décembre 2017. |

| Blason de Tigy | Blason  | D'azur au chevron d'or, accompagné en pointe d'une fleur de lys du même et en chef de deux roses d'argent. |
| Blason de Tigy | Détails | Adopté le 15 novembre 1983.                                                                                |

| Blason de Traînou | Blason  | D'azur au chevron d'or accompagné de trois maisons en pignon d'argent maçonnées et ouvertes de sable. |
| Blason de Traînou | Détails | Le statut officiel du blason reste à déterminer.                                                      |

| Blason à dessiner | Blason  | D'azur au château du lieu au naturel, accosté de deux bêches d'argent emmanchées d'or, surmonté de deux pampres fruités de deux pièces au naturel, posés en équerres affrontées, les branches descendantes enlaçant les manches des bêches, soutenu d'une gerbe de blé d'or. |
| Blason à dessiner | Détails | Le statut officiel du blason reste à déterminer. |

| Blason de Triguères | Blason  | D'azur à la divise ondée d'argent accompagnée, en chef à dextre, d'une croisette ancrée du même, à senestre, du buste de Sainte-Alpais diadémée portant une houlette contournée en barre, le tout d'or, et, en pointe, d'une roue de moulin de huit rayons aussi d'argent. |
| Blason de Triguères | Détails | Adopté le 26 février 1999. |

- Haut – A
- B
- C
- D
- E
- F
- G
- H
- I
- J
- K
- L
- M
- N
- O
- P
- Q
- R
- S
- T
- U
- V
- W
- X
- Y
- Z

Pas d'information connue pour les communes suivantes : Tavers, Thou, Tivernon, Tournoisis, Trinay.

## V
| Blason de Vannes-sur-Cosson | Blason  | Tiercé en barre : au 1er de sinople au lion d'or, au 2e d'or à la cotice en barre d'azur, au 3 de gueules à une vanne d'étang d'or accostée de quatre roseaux de même. Armes parlantes. |
| Blason de Vannes-sur-Cosson | Détails | Adopté le 12 novembre 2018. |

| Blason de Vennecy | Blason  | D'or au sautoir de sinople accosté de deux feuilles de chêne du même. |
| Blason de Vennecy | Détails | Adopté le 4 novembre 2004.                                            |

| Blason de Viglain | Blason  | D'azur au chevron d'or accompagné en pointe d'un lion du même, au chef d'argent chargé de trois merlettes de sable. |
| Blason de Viglain | Détails | Adopté le 19 juillet 1996.                                                                                          |

| Blason de Villemandeur | Blason  | Parti d'argent et d'azur au chevron brochant d'or chargé d'une croisette tréflée de gueules. |
| Blason de Villemandeur | Détails | Le statut officiel du blason reste à déterminer.                                             |

| Blason de Villemurlin | Blason  | D'argent à la fasce de gueules surmontée de trois mouchetures d'hermine rangées en fasce et soutenue de deux clefs de sable passées en sautoir. |
| Blason de Villemurlin | Détails | Adopté le 7 juillet 1997. |

| Blason de Villereau | Blason  | Écartelé: aux 1er et 4e d'or à la main senestre de gueules, aux 2e et 3e de gueules à la molette d'or. |
| Blason de Villereau | Détails | Le statut officiel du blason reste à déterminer.                                                       |

| Blason à dessiner | Blason  | D'or à la crosse contournée de gueules, accompagnée en pointe de deux grappes de raisin de pourpre, tigées et feuillées de sinople, au chevron renversé d'azur chargé de trois abeilles d'or brochant sur la crosse. |
| Blason à dessiner | Détails | Le statut officiel du blason reste à déterminer. |

| Blason de Vitry-aux-Loges | Blason  | D'or à la loge forestière de gueules soutenue de deux branches de chêne de sinople, les pointes passées en sautoir. |
| Blason de Vitry-aux-Loges | Détails | Le statut officiel du blason reste à déterminer.                                                                    |

Pas d'information connue pour les communes suivantes : Varennes-Changy, Vieilles-Maisons-sur-Joudry, Vienne-en-Val, Villamblain, Villemoutiers, Villeneuve-sur-Conie, Villorceau, Vimory, Vrigny

## Y
Pas d'information connue pour les communes suivantes : Yèvre-la-Ville 
- Haut – A
- B
- C
- D
- E
- F
- G
- H
- I
- J
- K
- L
- M
- N
- O
- P
- Q
- R
- S
- T
- U
- V
- W
- X
- Y
- Z